# Steelwing
Steelwing – szwedzka grupa heavymetalowa, założona w 2009 roku. Zespół zdobył nagrodę Rock the Nation Award 2009, dzięki czemu podpisał kontrakt z metalową wytwórnią NoiseArt Records.

## Muzycy
Skład zespołu:
- Riley – wokal (od 2009)
- Alex Vega – gitara (od 2009)
- Robby Rockbag – gitara (od 2009)
- Oskar Åstedt – perkusja (od 2009)
- Nic Savage – gitara basowa (od 2011)

Źródło.
Byli członkowie zespołu:
- Skürk – gitara basowa (2009–2011)

## Dyskografia

### Albumy studyjne
- Lord of the Wasteland (2009)[1][3]

- Zone of Alienation (2012)[2][3]
- Reset, Reboot, Redeem (2015)[3]

### Minialbumy
- Roadkill (Or Be Killed) (2010)[3]